# Кубок Кипра по волейболу среди мужчин 2010/2011
Мужской кубок Кипра по волейболу сезона 2010/2011 годов. В розыгрыше участвовали 8 клубов группы А национального чемпионата. Кубок игрался по системе на выбывание. Финал прошел 15 апреля 2011 года в Лимасоле.

## Матчи
Пояснение: первым указан клуб, игравший первый матч дома.

### Четвертьфиналы
- Пафиакос Пафос — Дионисос Пафос 3-1, 3-0
- Неа Саламина Фамагуста — Омония Никосия 1-3, 3-0
- Анортосис Фамагуста — АЭК Каравас 3-1, 3-0
- Олимпиада Никосия — Анагеннизис Дериния 1-3, 0-3

### Полуфиналы
- Пафиакос — Неа Саламина 2-3, 0-3
- Анортосис — Анагеннизис 3-0, 3-2

### Финал
- Неа Саламина — Анортосис 3-1 (30-28, 25-21, 24-26, 25-9)